# Elezioni europee del 2014 in Estonia
Le elezioni europee del 2014 in Estonia si sono tenute il 25 maggio per il rinnovo della delegazione estone al Parlamento europeo. Allo stato spettano 6 seggi su 751, il minimo previsto per gli stati più piccoli dell'Unione europea, come anche Cipro, Lussemburgo e Malta.

## Risultati
| Liste  | Liste                                       | Gruppo                      | Voti    | %     | +/-   | Seggi | +/-     |
| ------ | ------------------------------------------- | --------------------------- | ------- | ----- | ----- | ----- | ------- |
|        | Partito Riformatore Estone (ER)             | ALDE                        | 79.849  | 24,31 | 9,0   | 2     | 1       |
|        | Partito di Centro Estone (KESK)             | ALDE                        | 73.419  | 22,35 | 3,7   | 1     | 1       |
|        | Unione della Patria e Res Publica (IRL)     | PPE                         | 45.765  | 13,93 | 1,7   | 1     | Stabile |
|        | Partito Socialdemocratico (SDE)             | S&D                         | 44.550  | 13,56 | 4,9   | 1     | Stabile |
|        | Indrek Tarand (Indipendente)                | Verdi/ALE                   | 43.369  | 13,20 | 12,6  | 1     | Stabile |
|        | Partito Popolare Conservatore Estone (EKRE) | -                           | 13.247  | 4,03  | 1,8   | -     | Stabile |
|        | Tanel Talve (Indipendente)                  | -                           | 10.073  | 3,07  | nuovo | -     | -       |
|        | Silver Meikar (Indipendente)                | -                           | 6.018   | 1,83  | nuovo | -     | -       |
|        | Partito dell'Indipendenza Estone (EIP)      | -                           | 4.158   | 1,27  | -     | -     | Stabile |
|        | Kristiina Ojuland (Indipendente)            | -                           | 3.024   | 0,92  | -     | -     | -       |
|        | Krista Mulenok (Indipendente)               | -                           | 1266    | 0,39  | -     | -     | -       |
|        | Verdi Estoni                                | -                           | 986     | 0,30  | 2,4   | -     | Stabile |
|        | Partito della Sinistra Unita Estone         | -                           | 226     | 0,07  | 0,8   | -     | Stabile |
|        | Altri candidati individuali                 | Altri candidati individuali | 2.543   | 0,77  |       | -     |         |
| Totale | Totale                                      | Totale                      | 328.493 |       |       | 6     |         |

## Eurodeputati eletti
- Andrus Ansip (RE)
- Yana Toom (KESK)
- Tunne-Väldo Kelam (IRL)
- Marju Lauristin (SDE)
- Indrek Tarand (Indipendente)
- Kaja Kallas (RE)